# Kukawa
Kukawa, abans Kuka o Kouka', fou la capital del Sultanat de Bornu la major part del segle xix. Fou fundada vers 1814 per al-Hadjdj Muhammad al-Amin ibn Muhammad al-Kanimi (Muhammad al-Amin al-Kanemi) conegut com a Shehu al-Kanemi, cap d'un grup kanembu que s'havia establert a Ngala al sud del llac Txad.
El 1808 les tropes peuls (fulbe) d'Uthman Dan Fodio (Osman Dan Fodio) van devastar Birni Gazargamu (Birni N'gazargamu), capital del Bornu, i el sobirà, el mai Ahmad ibn Ali, va fugir cap al Kanem i passant per les terres on estava establert Muhammad al-Amin al-Kanemi li va demanar ajut. Muhammad amb les seves forces formada per àrabs i kanembus va avançar cap a la capital i va restablir a Ahmad, però aquest va morir al cap de molt poc i el va succeir el seu fill Dunama IX Lefiami; els fulbes que havien estat expulsats, al saber la mort del mai, i que Muhammad al-Amin i els seus guerrers ja s'havien retirat, van retornar. Dunama IX Lefiami va demanar immediatament altre cop ajut a Muhammad al-Kanemi (1808). Muhammad va retornar, va vèncer als fulbes, i encara que no va poder impedir l'establiment de l'emirat de Sokoto a les dependències occidentals dels derrotats, va restaurar a Dunama com a sobirà del Bornu i la dinastia Sayfawa (equivalent local de Sàyfida o Sayfita) va tornar nominalment al front del país. Però Dunama no va restar a Birni N'gazargamu i es va posar a viatjar fins al punt que com a burla fou anomenat "mai de la carabassa"; pels seus serveis al-Kanemi va rebre el feu de Ngornu al nord-est de Ngala, lluny de Birni N'gazargamu. Dunama fou enderrocat el 1811 pel seu oncle Mohammed VIII Ngileruma (1811-1814) que va fundar una nova capital, Birni Kafela, propera a Ngornu. El 1813 al-Kanemi era prou fort per retornar a Dunama al tron i el 1814 el va restaurar (1814-1817) a Birni Kafela. Llavors va decidir fundar a 15 km del llac Txad una ciutat que va batejar Kuka, el nom kanuri del baobab (que abundaven en aquest lloc). Durant 30 anys l'equilibri entre la dinastia legitima a Kafela i al-Kanemi a Kuka fou inestable. El 1817 (1820 segons altres fonts) un exèrcit del Sultanat de Baguirmi va envair Bornu i va intentar restablir al mai en tot el seu poder però no ho va aconseguir i Dunama va morir a la lluita. Schultze diu que Kuka fou saquejada però això no està confirmat. Un nou mai, Ibrahim IV, va pujar al poder nominalment però el 1819 o 1820 al-Kanemi feia gravar el seu propi segell a Kafela i fou el verdader sobirà. El 1821 va iniciar una sèrie d'operacions militars contra Baguirmi que es van acabar el 1824 i li van assegurar la frontera oriental al sud del llac Txad; en la primera campanya va tenir suport del caimacan otomà de Fezzan. El 1826 va intentar restablir l'autoritat del Bornu-Kanem sobre els estats hausses de Katagum i Hadedjia, i va fer una gran campanya que el va portar fins a Kano, però finalment es va haver de retirar. El fulbes el van derrotar algunes vegades més en els següents anys.
Al-Kanemi va morir el 1837 i el va succeir el seu fill gran Umar que va restar a Kuka però governant de fet també al Bornu (Kanem-Bornu). El 1846 Kuka fou atacada i destruïda pel Sultanat d'Ouadai però el mai va ser mort i el seu fill i successor (Ali IV) va morir en lluita al cap de pocs mesos i Umar va agafar directament el poder que va esdevenir un xic més centralitzat. Kuka fou reconstruïda i una nova vila s'hi va ajuntar a l'est on es va construir el palau principal del shehu. Com que eren dues viles bessones totes dues anomenades Kuka (Kuka Oest i Kuka Est), el conjunt fou conegut com a Kukawa (plural de Kuka, equivalent a "Les Kukes"). Nachtinghal que hi va estar el 6 de juliol de 1870 diu que mesurava 4 km de llarg i 1,5 d'ample. La població era dunes 60.000 persones.
La ciutat fou destruïda per Rabah que segurament a l'inici del 1893, amb dos mil homes ben entrenats, va ocupar Logone, regne vassall de Bornu i després de vèncer a un general del shehu Hashim a les batalla d'Amja i Legarwal (prop de Ngala) va ocupar Kukawa que va saquejar i destruir (i el que no es van poder emportar ho van cremar, només es van respectar les tombes dels shehus) i es va establir a Dikwa que va esdevenir el seu quarter general. Hashim fou assassinat en la seva fugida per orde de Muhammad al-Amin àlies Kiari, el qual va anar des de Geidam per enfrontar a Rabah; els dos exèrcits es van trobar a Gashegar i Rabah va obtenir la victòria final. Kiari fou executat i Rabah va quedar amb el control de Bornu tot i l'intent de resistència de Sanda ibn Abi Bakr Limanambe Wuduroma.
El 1901/1902 els britànics van instal·lar al shehu Ali ibn Ibrahim Bukarmi Garbay (net d'Umar) primer a Mongonu (a 27 al sud de Kukawa) però amb la idea de reocupar aquesta capital i reconstruir-la; com que la idea britànica no va tenir èxit i Kukawa no va poder ser reviscolada, es va establir la capital a Maiduguri el 1906. El 1922 Kukawa només era un munt de ruïnes amb un petit llogaret habitat. El 1975 havia renascut i començava a ser una població prospera i capital d'una circumscripció (Àrea de Govern Local). Hi ha les tombes d'al-Kanemi, del seu fill Umar i dels dos immediats successors.